# Karl Marx/Teilbiografien
Diese Seite behandelt ausschließlich Literatur über einzelne Lebensabschnitte der Biografie von Karl Marx, insbesondere seine Aufenthalte in verschiedenen Orten.

## Trier(1818 bis 1835)
- Hans Stein: Ouderhuis en schooljaren van Karl Marx (1818 – 1835). Een biografische Studie. In: De Socialistische Gids. Maandschaft der SociaalDemocratische Arbeiderpartij. Jg. XX., No. 1-2, Jan – Februari 1935, Amsterdam, S. 8 ff. und 145 ff.
- Hubert Schiel: Die Umwelt des jungen Karl Marx. Ein unbekanntes Auswanderungsgesuch von Karl Marx. Trier 1954
- Heinz Monz: Karl Marx und Trier, Trier 1964: Verlag Neu (Schriftenreihe zur Trierischen Landesgeschichte und Volkskunde Band 12)
- Heinz Monz, Heinz: „Betrachtung eines Jünglings bei der Wahl seines Berufes“. Der Deutsch-Aufsatz von Karl Marx und seinen Mitschülern in der Reifeprüfung. In: Der unbekannte junge Marx. Mainz 1973
- Heinz Monz: Karl Marx – geboren in Trier. In: Vor-Zeiten. Geschichte in Rheinland-Pfalz. Bd. 1. Mainz 1985

## Bonn(1835 bis 1836 und 1840/41)
- Carl Grünberg: Urkundliches aus den Universitätsjahren von Karl Marx. Archiv für die Geschichte des Sozialismus und der Arbeiterbewegung 1926, S. 232–239.
- Helmut Deckert: Karl Marx und seine Kommilitonen als Hörer Schlegels in Bonn. In: Festschrift für Hans Lülfing. (Zentralblatt für Bibliothekswesen. Beiheft 83). Leipzig 1966.
- Martin Thull: Karl Marx saß in Bonn „still“ im Karzer. In: Bonner Rundschau. Bonn 20. September 1978.
- sbt: Russe folgte den Spuren von Karl Marx. Zwei Aufenthalte in den Akten – Dr. Besymenski sprach. In: General-Anzeiger. Bonn 26. Juli 1978.
- wif: Karzer wegen ruhestörenden Lärms. Karl Marx wegen „Tragens verbotener Waffen verurteilt“. In: General-Anzeiger. Bonn 28. Dezember 1966.
- Erhard Kiehnbaum: Karl Marx 1841/1842. Präzisierung einiger Daten. In: Marx-Engels-Jahrbuch. 11, Dietz Verlag, Berlin 1987, S. 309–323. Digitalisat
- Eberhard Gockel: Karl Marx in Bonn. Alte Adressen neu entdeckt. Ein Beitrag zum 2000jährigen Bonn-Jubiläum sowie zum Bicentenaire der Französischen Revolution. University Press Edition, Overath bei Köln 1989, ISBN 3-924953-06-6.
- Manfred Schöncke: „Ein fröhliches Jahr in Bonn“? Was wir über Karl Marx' erstes Studienjahr wissen. In: Beiträge zur Marx-Engels-Forschung. Neue Folge. Argument, Hamburg  1994, ISBN 3-88619-745-X, S. 239–255.Digitalisat
- Manfred Schöncke: Unbekannte Dokumente über Marx aus der Zeit seines zweiten Bonner Aufenthalts 1841–1842. In: Beiträge zur Marx-Engels-Forschung. Neue Folge. Argument, Hamburg 2002, ISBN 3-88619-689-5, S. 211–264.
- Heinrich Gemkow: Aus dem Leben einer rheinischen Familie im 19. Jahrhundert. Archivalische Funde zu den Familien von Westphalen und Marx. In: Jahrbuch für westdeutsche Landesgeschichte. 34. Jg. 2008, Sonderdruck, S. 497–524.
- Ingrid Bodsch (Hrsg.): Dr. Karl Marx – Vom Studium zur Promotion – Bonn, Berlin, Jena. Begleitbuch zur gleichnamigen Ausstellung des StadtMuseum Bonn in Kooperation mit dem Archiv der Friedrich-Schiller-Universität Jena. Stadtmuseum Bonn, Bonn 2012, ISBN 978-3-931878-36-8

## Berlin(1836 bis 1840 und 1861)
- Berlin 1836–1841. Wie Karl Marx es sah. Ausstellung Märkisches Museum Berlin. Märkisches Museum, Berlin 1953
- Georg Walther Oschilewski: Karl Marx (1818–83) als Student in Berlin. In: Der Bär. Jahrbuch des Vereins für die Geschichte Berlins. Berlin 1953, S. 97–124
- Bruno Sawadski, Sepp Miller: Karl Marx in Berlin. Verlag Das neue Berlin, Berlin 1956
- Günter Rose: 1810 – 150 Jahre Humboldt-Universität Berlin – 1960. Karl Marx und Friedrich Engels an der Berlin Universität. In: Wissenschaftliche Zeitschrift der Humboldt-Universität, Berlin 1960, S. 269–271
- U.K.: Wo Karl Marx einst disputierte. In: Neues Deutschland vom 2. Dezember 1964
- Rudi Liening: Karl Marx in Berlin. Berlin 1974 (Beiträge Dokumente Informationen des Archivs der Hauptstadt der Deutschen Demokratischen Republik)
- Heinrich Gemkow: Karl Marx und Edgar von Westphalen – Studiengefährten in Berlin. In: Beiträge zur Marx-Engels-Forschung 1, Berlin 1977, S. 15–22. Digitalisat
- Heinz Kossack: Neue Dokumente über die Studienzeit von Karl Marx an der Berliner Universität. In: Beiträge zur Marx-Engels-Forschung 2, Berlin 1978, S. 105–108. Digitalisat
- Heinrich Gemkow: Kleine Nachträge zur Biographie der Studenten Karl Marx und Edgar von Westphalen.  In: Beiträge zur Marx-Engels-Forschung 3, Berlin 1978, S. 143–146. Digitalisat
- Manfred Kliem: Karl Marx und die Berliner Universität 1836 bis 1841. Berlin 1988 (Beiträge zur Geschichte der Humboldt-Universität zu Berlin Nr. 21) Digitalisat
- Rolf Dlubek: Marx' Hinwendung zu Berlin 1858 1860/61. In: Beiträge zur Marx-Engels-Forschung. Neue Folge 2006, Argument, Hamburg 2006, ISBN 3-88619-666-6, S. 231–270
- Rolf Dlubek: Auf der Suche nach politischen Wirkungsmöglichkeiten. Marx 1861 in Berlin. In: Marx-Engels-Jahrbuch 2004, Akademie Verlag, Berlin 2005, ISBN 3-05-003323-1, S. 142–175. Digitalisat

## Jena1841
- Erhard Lange, Günter Steiger: Karl Marx Dokumente zur Promotion Jena 1841 (Text in Deutsch, Russisch und Englisch). Friedrich-Schiller-Universität Jena 1976.
- Promotion von Karl Marx – Jena 1841. Eine Quellenedition. eingeleitet und bearbeitet von Erhard Lange, Ernst-Günther Schmidt, Günter Steiger, Inge Taubert unter Mitwirkung v. Bolko Schweinitz. Dietz Verlag, Berlin 1983.
- Junji Kanda: Bruno Bauer und die Promotion von Karl Marx. In: Klaus-Michael Kodalle, Tilman Reitz (Hrsg.): Bruno Bauer (1809–1882). Ein „Partisan des Weltgeists“? Königshausen und Neumann, Würzburg 2010, S. 151–161, ISBN 978-3-8260-4424-3.Inhaltsverzeichnis
- Ingrid Bodsch (Hrsg.): Dr. Karl Marx. Vom Studium zur Promotion – Bonn, Berlin, Jena. Mit Beiträgen von Joachim Bauer, Ingrid Bodsch, Klaus Dicke, Margit Hartleb, Thomas Pester und Rita Seifert. Verlag des StadtMuseum Bonn, Bonn 2013, ISBN 978-3-931878-36-8 Inhaltsverzeichnis
- Joachim Bauer, Stefan Gerber (Hrsg.): Karl Marx und die Universität Jena. Verlag Vopelius, Jena 2019. ISBN 978-3-947303-03-8 Inhaltsverzeichnis

## Köln(1842/43 und 1848/49)
- Gottlieb Betzner: Von der revolutionär-demokratischen zur Arbeiterbewegung. Karl Marx, seine Tätigkeit in der „Demokratischen Gesellschaft“ und im „Arbeiterverein“ zu Köln, 1848/49. In: Periodikum für wissenschaftlichen Sozialismus. Eine internationale Zeitschrift. Universum-Verlag, München 1959 ISSN 0553-6642, S. 53–63
- Gerhard Becker: Karl Marx und Friedrich Engels in Köln 1848 - 1849. Zur Geschichte des Kölner Arbeitervereins. Rütten & Loening, Berlin 1963
- Karl Marx und Köln. 1842-1852. Briefe, Texte, Bilder, Faksimiles. Ausstellung zum 100. Todestag – gest. 14. März 1883. Historisches Archiv der Stadt Köln, 3. März – 20. Mai 1983. Zusammenstellung der Ausstellung und Bearb. des Katalogs: Everhard Kleinertz. Köln 1983
- Heinrich Billstein, Karl Obermann: Karl Marx in Köln. Pahl-Rugenstein, Köln 1993, ISBN 3-7609-0766-0 (Kleine Bibliothek 287)

## Dresden(1843 und 1874)
- Wolfgang Mönke: Karl Marx in Dresden (10. Mai bis 24. Mai 1843). In: Beiträge zur Geschichte der Arbeiterbewegung. 16. Jg., Berlin 1974, S. 1033–1038
- Wolfgang Mönke: Einige neue Daten zur Marx-Biographie. In: Beiträge zur Marx-Engels-Forschung. Dem Wirken Auguste Cornus gewidmet. Akademie Verlag, Berlin 1975, S. 72–91 (Sitzungsberichte der Akademie der Wissenschaften der DDR 20. 1973)
- Rolf Otte: Neue Einzelheiten über zwei Besuche Karl Marx´ in Dresden. In: Sächsische Heimatblätter 1968, Dresden 1968, S. 206–208
- Karl-Heinz Gensch: Karl Marx auf der Rückreise nach London 1874. Zu einigen Daten der Marx Chronik. In: Beiträge zur Geschichte der Arbeiterbewegung. 17. Jg., Dietz Verlag, Berlin 1975, Heft 3, S. 503 ff.Auch zu Karlsbad, Leipzig, Berlin und Hamburg

## Bad Kreuznach(1843)
- Willy Mathern: Karl Marx und Jenny von Westphalen in Bad Kreuznach. In: Nahekalender 1958. Bad Kreuznach 1958, S. 55 ff.
- Heinz Monz: Bad Kreuznacher Reminiszenzen an Karl Marx. in: Landeskundliche Vierteljahrsblätter. Jg. 34, 1988, Heft 2, S. 77–78 (Mit Abb. der Hochzeitsanzeigen Kreuznacher Zeitung Nr. 98 vom 20. Juni 1843, S. 4, und Trierer Zeitung Nr. 166 vom 22. Juni 1843)
- Heinz Monz: Bettine von Arnim und Karl Marx in Bad Kreuznach. Sonderdruck aus: Internationales Jahrbuch der Bettina-von-Arnim-Gesellschaft, Band 2, 1988, S. 143–157. Stadtverwaltung Bad Kreuznach, Hauptamt, Bad Kreuznach 1988
- Harry Schmidtgall: Welche Bibliothek benutzte Marx für seine ‚Kreuznacher Exzeperte‘? in; Jahrbuch des Instituts für Marxistische Studien und Forschungen 14/1988, Frankfurt am Main 1988, S. 285–300 abgerufen am 21. April 2022
- Helmut Elsner: Karl Marx in Kreuznach 1842/43. Daten – Personen – Kreuznacher Exzerpte. In: Studien zu Marx´ erstem Paris-Aufenthalt und zur Entstehung der Deutschen Ideologie. Beiträge von Marion Barzen, Helmut Elsner, Jacques Grandjonc, Elke Rölling, Inge Taubert sowie Bert Andréas, Jacques Grandjonc und Hans Pelger. Trier 1990 (Schriften aus dem Karl-Marx-Haus Heft 43) ISBN 3-926132-16-7, S. 110–137.
- Hochzeit von Karl Marx und Jenny von Westphalen im Personenstandsregister der Stadt dokumentiert. Digitalisat (Version vom 20. Juni 2022)

## Bingen(1843, 1849 und 1876)
- Heinz Monz: Karl Marx in Bingen. In: Heimatjahrbuch Landkreis Mainz-Bingen 1978, S. 143–149
- Josef Loos: Karl Marx und Tochter Eleanor [in Bingen]. In: Heimat am Mittelrhein. Monatsblätter für Kultur- und Heimatpflege hrsg. von der „Allgemeinen Zeitung“ Bingen und Ingelheim u. Mitw. d. Vereinigung der Heimatfreunde am Mittelrhein.  Bingen 1984. Bd. 29 (1984), Heft 2, S. 3

## Baden-Baden(1843)
- Heinz Monz: Von Bad Kreuznach nach Baden-Baden. Verifizierung und Ambiente einer Hochzeitsreise. In: Landeskundliche Vierteljahresblätter. Koblenz 1991. Heft 4, S. 171–176.

## Leipzig(1843, 1874)
- R. Willecke: Eine Erinnerung an Karl Marx. In: Leipziger Volkszeitung. 2. Beilage zu Nr. 37 1. Februar 1928
- Wilhelm Blos: Karl Marx in Leipzig. (1914) In: Mohr und General. Erinnerungen an Marx und Engels. Dietz Verlag, Berlin 1964, S. 348–354
- Ernst Engelberg: Zum Aufenthalt von Karl Marx in Leipzig. In: Leipziger Volkszeitung  Nr. 36, 12. Februar 1953
- Eva Bednarski: Karl Marx in Leipzig. In: Beiträge zur Geschichte der deutschen Arbeiterbewegung. Berlin 1961, Heft 4, S. 937 f.
- Eva Bednarski: Karl Marx in Leipzig. In: Zeitschrift für Geschichtswissenschaft. Berlin 1961, S. 1875
- Friedrich Pospiech: Der Rote Feldpostmeister. Marx und Motteler, ein Dokument. In: Kürbiskern.  Verlag Damnitz, München 1978. Heft 2, S. 62 ff.

## Paris(1843 bis 1844 und 1848)
- Horst Ullrich: Karl Marx' Ausweisung aus Paris im Licht der zeitgenössischen Presse. In: derselbe: Zur Reaktion der bürgerlichen Ideologie auf die Entstehung des Marxismus. Akademie-Verlag, Berlin 1976, S. 61–84 und 93–97. (= Manfred Buhr (Hrsg.): Zur Kritik der bürgerlichen Ideologie 67)
- Heinz Monz: Zum preußischen Verhaftungsbefehl gegen Karl Marx. In: Jahrbuch für westdeutsche Landesgeschichte Bd. 8. Koblenz 1982, 99–106.
- Jacques Grandjonc: Zu Marx' Aufenthalt in Paris: 12. Oktober 1843 - 1. Februar 1845. In: Studien zu Marx´ erstem Paris-Aufenthalt und zur Entstehung der Deutschen Ideologie. Beiträge von Marion Barzen, Helmut Elsner, Jacques Grandjonc, Elke Rölling, Inge Taubert sowie Bert Andréas, Jacques Grandjonc und Hans Pelger. Trier 1990 (Schriften aus dem Karl-Marx-Haus Heft 43), S. 163–212.

## Brüssel(1845 bis 1848)
- Wilhelm Feldmann: Aus Karl Marxens Wanderjahren. In: März. München 1909. Mai Heft, S. 281–290. Volltext:
- Louis Piérard: Karl Marx à Bruxelles. In: L' Europe Nouvelle. Paris vom 4. Oktober 1924, S. 1332–1334.
- Thomas Basyn: Karl Marx à Bruxelles 1845–1848. In; La Revue Générale, Brüssel. 15. November 1927, S. 584–601.
- Thomas Basyn: L'Arrestation de Karl Marx à Bruxelles le 4 mars 1848. In; La Revue Générale, Brüssel. 15. September 1928, S. 257–274.
- Louis Piérard, Marc-Antoine Pierson: Belgique terre d'exil. Documents inédits sur Karl Marx, Victor Hugo, Louis Blanc, Victor Considérant, Proudhon, Quinet, Blanqui, Ledru-Rollin, Herzen, Rochefort, Deschanel, Général Prim etc. Editions „Labor“, Paris 1932.
- Walter Haenisch: Karl Marx and the Democratic Association of 1847. In: Science & Society, Vol. 2, No. 1 (Winter 1937), S. 83–102.
- Luc Somerhausen: L' humanisme agissant de Karl Marx. Masse, Paris 1946.
- Horst Schlechte: Karl Marx und sein Wirkungskreis in Brüssel. Dokumente aus belgischen Archiven. In: Beiträge zur Geschichte der Arbeiterbewegung. Dietz Verlag, Berlin 1966. Heft 1, S. 101–116.
- Michael Knieriem: Bekannte und unbekannte personengeschichtliche Daten zu Karl Marx und Friedrich Engels, während der Brüsseler Zeit 1845–1848. In: Protokoll des Internationalen Kolloquiums der Marx-Engels-Stiftung e.V. am 28. November 1980 in Wuppertal-Elberfeld. Voerckel & Co., Wuppertal-Elberfeld [1981], S. 72–107.
- Bert Andréas: Marx´ Verhaftung und Ausweisung Brüssel Februar / März 1848. Trier 1978.  (=Schriften aus dem Karl-Marx-Haus Heft 22)
- Association Démocratique, ayant pour but l´union et la fraternité de tous les peuples. Eine frühe internationale demokratische Vereinigung in Brüssel 1847–1848. Hrsg. von Bert Andréas, Jacques Grandjonc und Hans Pelger. Bearb. von Helmut Elsner und Elisabeth Neu. Trier 2004. ISBN 3-86077-847-1. (=Schriften aus dem Karl-Marx-Haus. Heft 44)
- Edward de Maesschalck: Marx in Brussel 1845-1848. Davidsfonds, Leuven 2005. ISBN 90-5826-332-0

## Hamburg(1845, 1849, 1867, 1869 und 1874)
- Manfred Schöncke: Karl und Heinrich Marx und ihre Geschwister. Köln 1993, ISBN 3-89144-185-1, S. 849 und 864.Zeitgenössische Dokumente aus den Jahren 1845 und 1874.
- Michael Sommer: Karl Marx in Hamburg. In: Sozialismus 35(2008), Heft 1, S. 55–59. (Digitalisat)
- Michael Sommer: Karl Marx in Hamburg und der Mythos einer Schachpartie. In: Beiträge zur Marx-Engels-Forschung. Neue Folge 2010. Argument, Hamburg 2011, S. 251–269. ISBN 978-3-88619-757-6
- Jürgen Bönig: Karl Marx in Hamburg: »Das Kapital« kommt in die Stadt, wird verlegt, gesetzt, gedruckt, beschreibt die Veränderung der Welt und verändert sie selbst. VSA-Verg, Hamburg 2017. ISBN 978-3-89965-751-7.

## Wien(1849)
- Eva Priester: Karl Marx in Wien. In: Zeitschrift für Geschichtswissenschaft, 1, 1953, S. 718–726
- Herbert Steiner: Karl Marx in Wien. Die Arbeiterbewegung zwischen Revolution und Restauration 1848. Europaverlag, Wien München Zürich 1978

## London(1849 bis 1883)
- Bruno Brandy: Im Exil. Marx, Engels und die Emigration. In: Neuer Vorwärts Nr. 17 vom 8. Oktober 1933, S. 2.
- Helmut Hirsch: Marx in den Augen der Pariser Polizei. In: derselbe: Denker und Kämpfer. Gesammelte Beiträge zur Geschichte der Arbeiterbewegung. Europäische Verlagsanstalt, Frankfurt am Main 1955, S. 123–128. Pariser Polizeiakten 1871-1883 über Marx und seine Familie
- Asa Briggs with John Dekker and John Mair: Marx in London. An illustrated guide. British Broadcasting Corporation, London 1982.
- Winfried Schwarz: Marx in London. Stadtführer zu den wichtigsten Etappen und Stätten des Wirkens von Karl Marx in London. In: IMSF (Hrsg.): Marx ist Gegenwart.Materialien zum Karl-Marx-Jahr 1983. Verlag Marxistische Blätter, Frankfurt am Main 1983, ISBN 3-88012-686-0, S. 326–338.
- Rosemary Ashton: Professor Kinkel und Dr. Marx in London nach der Revolution 1848/49. Zwei Porträtskizzen. In: Gottfried Niedhart (Hrsg.): Grossbritannien als Gast- und Exilland für Deutsche im 19. und 20. Jahrhundert. Brockmeyer, Bochum      1985, S. 48–57.
- Erik Gamby (Hrsg.): Edgar Bauer. Konfidentenberichte über die europäische Emigration in London 1852 - 1861. Karl-Marx-Haus, Trier 1989. ISBN 3-926132-06-X (= Schriften aus dem Karl-Marx-Haus 38)
- Rolf Hecker: Auf den Spuren von Marx und Engels in London. Eine Fotoreportage. In: Beiträge zur Marx-Engels-Forschung. Neue Folge 2000. Argument, Hamburg 2000, ISBN 3-88619-686-0, S. 249–255.
- Peter Löffler: Marx erklärt Wagner den „Ring“. Ein Gespräch in der Wohnung Freiligrath zu London im Frühjahr 1864. In: Otto Sigg (Hrsg.): Mit der Geschichte leben. Festschrift für Peter Stadler. Verlag Neue Zürcher Zeitung, Zürich 2003, ISBN 3-03823-056-1, S. 191–215.

## Manchester
- William Otto Henderson: Marx in Manchester. In: Transactions of the Lancashire and Cheshire Antiquarian Society. 83, 1985, S. 71–84.
- Ruth Frow, Edmund Frow: Karl Marx in Manchester. Hrsg. Working Class Movement Library, Manchester 1985. ISBN 0-906932-95-5

## Jersey(1857, 1879)
- Philip Stevens: Marx and Engels in Jersey. In: Bulletin de la Societé Jersiaise. 1987, S. 354–360.

## Frankfurt am Main(1863)
- Manfred Schöncke: Eine unerwartete Erbschaft. In: Jahrbuch des IMSF 12. Internationale Marx-Engels-Forschung. Frankfurt/Main 1987, S. 329–335 (Abgerufen am 19. Juni 2022)

## Margate(1866)
- Arnold Schwartzman: Karl Marx lived here! Just what the doctor ordered! In: Margate Civic Society. Issue 359, Summer 2010 abgerufen am 20. Dezember 2013

## Hannover 1867 und 1869
- Martin Hundt: Louis Kugelmann. Eine Biographie des Arztes und Freundes von Karl Marx und Friedrich Engels. Dietz Verlag, Berlin 1974.
- Extrem preußenfeindlich. Karl Marx zu Besuch in Hannover. Hummel, Wedemark 2014.

## Karlsbad(1874, 1875 und 1876)
- Karl Marx in Karlsbad. In: Vorwärts, Reichenberg Nr. 103 vom 1. Mai 1928, S. 10.
- tt.: Karl Marx in Karlsbad. Zu seinem 55. Todestag am 14. März. In: VJ. Die Volks-Illustrierte. Prag 1937. Nr. 35.
- Egon Erwin Kisch: Karl Marx in Karlsbad. Aufbau-Verlag, Weimar 1953. (3. Aufl., Aufbau-Verlag, Berlin und Weimar 1983)
- Helmut Baden: Die heutigen Nöte der Neuenahrer Stadtherrcn mit dem Kurgast Marx. In: Unsere Zeit (UZ), Düsseldorf, 12. März 1982.
- Heinrich Gemkow: Heute vor 102 Jahren starb Karl Marx. Auch im verträumten Ahrtal sich der revolutionären Sache gewidmet. Erlebnisse auf den Spuren des berühmten Kurgastes von 1877 in Bad Neuenahr. In: Neues Deutschland vom 14. März 1985, S. 6
- Heinrich Gemkow: Karl Marx‘ letzter Aufenthalt in Deutschland. Als Kurgast in Bad Neuenahr 1877. Hrsg. von der Marx-Engels-Stiftung Wuppertal. Plambeck, Neuss 1986. Digitalisat
- Hans-Jürgen Singer: Karl Marx in Bad Neuenahr. Hrsg. von der Stadt Bad Neuenahr-Ahrweiler 1986.
- Manfred Kliem: Neue Presseveröffentlichungen von Jenny Marx über William Shakespeare und Henry Irving im „Strudel“ von 1879 entdeckt. In: Beiträge zur Marx-Engels-Forschung. 28. Berlin 1989, S. 198–216. (Digitalisat)
- Tish Collins: A Cigar Case Given to Engels by Marx. In: Bulletin of the Marx Memorial Library. No. 131. Spring 2000, London 2000, S. 27–29.
- Manfred Schöncke: Karl Marx und seine Kuraufenthalte in Karlsbad in den Jahren 1874, 1875 und 1876. Biografische Anmerkungen zu den überlieferten Briefen. In: Beiträge zur Marx-Engels-Forschung. Neue Folge 2014/15. Argument, Hamburg 2016. ISBN 978-3-86754-682-9, S. 259–283.
- Andreas D. Ebert, Matthias David: Zum Briefwechsel zwischen Karl Marx und dem Arzt Wilhelm Alexander Freund von 1877. In: Beiträge zur Marx-Engels-Forschung. Neue Folge 2020/21. Argument, Hamburg 2022. ISBN 978-3-86754-687-4, S. 207–214.
- Manfred Schöncke: Personelle Ergänzungen – Leserbrief . In: Beiträge zur Marx-Engels-Forschung. Neue Folge 2020/21. Argument, Hamburg 2022. ISBN 978-3-86754-687-4, S. 270–271. (Ergänzungen zu Familie Wollmann).

## Weiden(1876)
- Karl Bayer, Bernhard M. Baron: Der kurze Aufenthalt von Karl Marx in Weiden. In: Ulrich Lempa (Hrsg.): „Vorwärts immer, rückwärts nimmer!“ Ein Bilderlesebuch zur Geschichte der ostbayerischen Arbeiterbewegung. Demokrat. Bildungsgemeinschaft Ostbayern, Regensburg 1985, S. 7–9, ISBN 3-925241-00-0.
- Bernhard M. Baron: Der unfreiwillige Aufenthalt des Karl Marx in Weiden. In: Oberpfälzer Heimat Bd. 37 (1993), S. 175–177, ISBN 3-928901-01-X.

## Bad Neuenahr(1877)
- H. Baden: Die heutigen Nöte der Neuenahrer Stadtherren mit dem Kurgast Marx. In: Unsere Zeit, Düsseldorf vom 12. März 1982, S. 15.
- Heinrich Gemkow: Heute vor 102 Jahren starb Karl Marx. Auch im verträumten Ahrtal sich der revolutionären Sache gewidmet. Erlebnisse auf den Spuren des berühmten Kurgastes von 1877 in Bad Neuenahr. In: Neues Deutschland vom 14. März 1985, S. 6.
- Heinrich Gemkow: Karl Marx´ letzter Aufenthalt in Deutschland. Als Kurgast in Bad Neuenahr 1877. Hrsg. v. d. Marx-Engels-Stiftung Wuppertal. Verlag Plambeck & Co., Wuppertal [1986]. ISBN 3-88501-063-1.
- Hans-Jürgen Singer: Karl Marx in Bad Neuenahr. Eine biographische Miniatur. Bad Neuenahr 1986.
- Kochen Tarrach: Karl Marx (1818 - 1883) suchte in Neuenahr Linderung für sein Leberleiden. Im August 1877 war er mit seiner Frau Jenny und Tochter Eleanor Kurgast an der Ahr. In: Landkreis Ahrweiler. Heimat-Jahrbuch. 70 (2013), S. 171–173.

## Algier(1882)
- G. H. Bousquet: Karl Marx à Alger. In: Algérie. Revue Mensuelle Illustrée. Algier, Mars 1933
- Maxim Rodinson: Marx à Alger. In: Nouvelle Critiqué. Paris 1955 Nr. 68
- Burchard Brentjes: Karl Marx in Algier. In: Die Weltbühne. Berlin 1969 Nr. 43
- Werner Plum: Kurgast in Algier. Karl Marx. Sonderdruck aus: Zeitschrift für Kulturaustausch. Jg. 20, 1970, Heft 2
- Marlene Vesper: Als Karl Marx in Nordafrika Sonne und Erholung suchte. In: Neues Deutschland 5. / 6. Mai 1979
- Marlene Vesper: Karl Marx 1882 in Algier. In: Neues Deutschland 15. / 16. Mai 1982
- Marlene Vesper: Nochmals zu Marx in Algier. In: Neues Deutschland 4./5. Juni 1982
- Marlene Vesper: Wichtigster Mann für Marx in Algier – Neue Erkenntnisse über Dr. Stéphann. In: Neues Deutschland 26. / 27. Februar 1983
- Marlene Vesper: Marx in Algier, Pahl-Rugenstein Nachfolger, Köln 1995, ISBN 3-89144-200-9

## Monte Carlo(1882)
- Harald Wessel: Mit Marx im Kopf nach Monte Carlo. Zu Gast bei Professor Emile Bottigelli an der Côte d´Azur. In: Neues Deutschland 18. Oktober 1975

## Ventnor(1883)
- Alfred E. Laurence, A. N. Insole: Prometheus Bound, Isle of Wight o. J.
- Alfred E. Laurence: Über drei unveröffentlichte Schreiben von Karl Marx an seinen Arzt auf der Insel Wight im Januar 1883. In: Jahrbuch des Instituts für Marxistische Studien und Forschungen 04/1981. Frankfurt am Main 1981, S. 375–382 abgerufen am 21. April 2022